# Sri Wedari
Sri Wedari is een bestuurslaag in het regentschap Ngawi van de provincie Oost-Java, Indonesië. Sri Wedari telt 2336 inwoners (volkstelling 2010).